# Deutsche Fechtmeisterschaften 1927
Bei den Deutschen Fechtmeisterschaften 1927 wurden Wettbewerbe im Herrenflorett, Herrendegen und Herrensäbel ausgetragen. Bei den Damen gab es neben dem Wettbewerb im Florett zum letzten Mal bis 1987 einen im Degeneinzel. Seit 1926 wurden vereinzelt Damendegenturniere ausgetragen, teilweise fochten die Damen auch bei den Herren mit, da weibliche Gegner im Vergleich zum Damenflorett relativ selten waren. Nach 1927 nahm die Zahl der Degenturniere für Frauen wieder ab.
Die Einzelmeisterschaften fanden vom 6. bis 8. Mai in München statt, die Mannschaftsmeisterschaften am 20. und 21. August in Magdeburg. Die Mannschaftsmeisterschaften im Säbel wurden abgebrochen und am 13. Mai 1928 in Frankfurt am Main fortgesetzt. Die Meisterschaften wurden vom Deutschen Fechter-Bund organisiert. Der Deutsche Turner-Bund organisierte parallel eigene Fechtmeisterschaften in Leipzig.

## Herren

### Florett (Einzel)
| Platz | Sportler        | Verein              |
| ----- | --------------- | ------------------- |
| 1     | Erwin Casmir    | Hermannia Frankfurt |
| 2     | Fritz Gazzera   | Fechtclub Offenbach |
| 3     | Wilhelm Löffler | TV 1860 Frankfurt   |

### Florett (Mannschaft)
| Platz | Verein              | Sportler                                                                    |
| ----- | ------------------- | --------------------------------------------------------------------------- |
| 1     | Hermannia Frankfurt | Erwin Casmir Heinrich Moos Emil Schön Franz August Müller Stefan Rosenbauer |
| 2     | Hamburger FC        | Theodor Talman Körner Ohlsen Kessemeier                                     |
| 3     | Fechtclub Offenbach | Wolpe Eugen Mayer Hans Halberstadt Hensel Hans Thomson                      |

### Degen (Einzel)
| Platz | Sportler           | Verein              |
| ----- | ------------------ | ------------------- |
| 1     | Erwin Casmir       | Hermannia Frankfurt |
| 2     | Julius Lichtenfels | Hermannia Frankfurt |
| 3     | Heinrich Moos      | Hermannia Frankfurt |

### Degen (Mannschaft)
| Platz | Verein              | Sportler                                         |
| ----- | ------------------- | ------------------------------------------------ |
| 1     | Hermannia Frankfurt | Erwin Casmir Fritz Jack Emil Schön Heinrich Moos |
| 2     | DFC Hannover        | Lock Kranefuß Rohde Schrader                     |
| 3     | Dresdner Fecht-Club | Böhme Meißner Wiener Stegmann                    |

### Säbel (Einzel)
| Platz | Sportler         | Verein              |
| ----- | ---------------- | ------------------- |
| 1     | Erwin Casmir     | Hermannia Frankfurt |
| 2     | Hans Thomson     | Fechtclub Offenbach |
| 3     | Hans Halberstadt | Fechtclub Offenbach |

### Säbel (Mannschaft)
| Platz | Verein                     | Sportler                                                             |
| ----- | -------------------------- | -------------------------------------------------------------------- |
| 1     | Hermannia Frankfurt        | Erwin Casmir Fritz Jack Heinrich Moos Franz August Müller Emil Schön |
| 2     | Gruppe 7 Brandenburg       |                                                                      |
| 3     | Gruppe 3 und 4 Niederrhein |                                                                      |

## Damen

### Florett (Einzel)
| Platz | Sportler     | Verein                          |
| ----- | ------------ | ------------------------------- |
| 1     | Helene Mayer | Fechtclub Offenbach             |
| 2     | Olga Oelkers | Fechtclub Offenbach             |
| 3     | Pompl        | Florett-Club München im TV Jahn |

### Degen (Einzel)
| Platz | Sportler         | Verein                          |
| ----- | ---------------- | ------------------------------- |
| 1     | Josefine Pitzner | Florett-Club München im TV Jahn |
| 2     | Olga Oelkers     | Fechtclub Offenbach             |
| 3     | Helene Mayer     | Fechtclub Offenbach             |